# Маношин, Николай Алексеевич
Никола́й Алексе́евич Мано́шин (6 марта 1938, Москва — 10 февраля 2022) — советский футболист, полузащитник. Мастер спорта СССР. Заслуженный тренер РСФСР (1976).

## Биография
Первые матчи сыграл в 1951 году за детскую команду московского мясокомбината. Воспитанник московской ФШМ. Состоял в ВЛКСМ. За «Торпедо» Москва (1956—1962) сыграл 91 матч и забил 4 гола.
Также играл за ЦСКА Москва (1963—1966).
Игровой стиль характеризовался высокой технической оснащённостью. Взаимодействовал в связке с Валерием Ворониным.
За сборную СССР сыграл 8 матчей. Первый матч — 17 августа 1960 года в матче против ГДР (1:0). Последний матч — 29 ноября 1961 года в матче против Уругвая (2:1).
Скончался 10 февраля 2022 года.

## Достижения
- Чемпион СССР: 1960
- Обладатель Кубка СССР: 1960
- Чемпион Сомали в роли главного тренера сборной вооружённых сил: 1977
- Обладатель Кубка Сомали в роли главного тренера сборной вооружённых сил: 1977
- В списках лучших игроков сезона: № 2 (1960, 1961 и 1962)

## Семья
Был женат на актрисе театра Моссовета Галине Дашевской (1941—2020). Дочь Анна Маношина.